# Грюнхайнихен
Грюнхайнихен (нем. Grünhainichen) — община в Германии, в земле Саксония. Входит в состав района Рудные Горы. Подчиняется управлению Вильденштайн. Население составляет 2319 человек (на 31 декабря 2292 года). Занимает площадь 5,31 км².
Впервые упоминается в 1349 году как Хайннин.
С 1 марта 2009 года состоит из Вальдкирхена и Грюнхайнихена.
С 2008 по 2012 год подчинялась административному округу Кемниц.